# جین سیکسمیت
جانت ترزا "جین" سیکسمیت ام بی ای (انگلیسی: Jane Sixsmith؛ زادهٔ ۵ september ۱۹۶۷ (۵۷ سال) در ساتون کولدفیلد ، بیرمنگام ، وست میدلندز) بازیکن هاکی روی چمن اهل بریتانیا است. او یکی از اعضای تیم بریتانیایی بود که در بازی های المپیک تابستانی 1992 در بارسلونا مدال برنز را کسب کرد.
او پس از به ثمر رساندن بیش از صد گل و 165 بازی ملی برای انگلیس و 158 بازی برای بریتانیای کبیر از صحنه بین المللی بازنشسته شد. سیکسمیت اولین بازیکن زن هاکی بریتانیایی بود که در چهار بازی المپیک ظاهر شد و پس از آن کیت ریچاردسون-والش  از جمله بازی های المپیک تابستانی 2000 در سیدنی ، استرالیا حضور داشت. جین به بازی در لیگ ملی برای باشگاه هاکی ساتون کلدفیلد ادامه می دهد.
زمانی که سیکسمیت دوازده سال داشت، به او گفته شد که دیگر نمی تواند برای تیم فوتبال پسران بازی کند، بنابراین او هاکی را شروع کرد. او هاکی را در سطح باشگاهی برای زادگاهش ساتون کلدفیلد بازی کرد. او در نوجوانی به عنوان ذخیره برای تیم نتبال زیر 18 سال انگلیس انتخاب شد و سپس برای تیم هاکی زیر 18 سال انگلیس انتخاب شد. جین در مدرسه ابتدایی کاتولیک سنت جوزف و مدرسه کاتولیک اسقف والش تحصیل کرد .
جین در فینال هاکی سالنی ماکسیفول سوپر سیکس 2013 با تیمش ساتون کلدفیلد شرکت کرد. آنها پس از شکست دادن باودن هایتاون در نیمه نهایی به فینال رسیدند. جین گل دوم را در شکست 2-5 تیمش مقابل قهرمان تیم ردینگ اچ سی در فینال در ومبلی آرنا در 27 ژانویه 2013 به ثمر رساند.
افتخارات سیکسمیت شامل یک MBE، یک برنز المپیک، یک طلای جام اروپا (1991) و یک مدال نقره مشترک المنافع (1998) است.